# Doissac
Doissac (en francès Doissat) és un municipi francès situat al departament de la Dordonya i a la regió de la Nova Aquitània.

## Demografia
| 1962                                       | 1968 | 1975 | 1982 | 1990 | 1999 | 2007 |
| ------------------------------------------ | ---- | ---- | ---- | ---- | ---- | ---- |
| 154                                        | 153  | 137  | 127  | 125  | 117  | 115  |
| Des de 1962: població sense dobles comptes |      |      |      |      |      |      |

## Administració
| Període   | Identitat          | Partit |
| --------- | ------------------ | ------ |
| 1995-2008 | Brigitte Pundiak   |        |
| 2008-     | Jean-Jacques Varga |        |